# 縁の糸
「縁の糸」（えにしのいと）は、竹内まりやの37枚目のシングル。2008年11月26日にワーナーミュージック・ジャパンより発売された。

## 概要・背景
デビュー30周年の第2弾作品で、前作から約6か月ぶりにリリースされたシングル。本シングルの収録曲は3曲とも過去にNHKの番組タイアップ曲に採用されたものである。初回限定盤はCD EXTRA仕様で、「元気を出して」のミュージックビデオが収録された。
表題曲「縁の糸」は、2008年度下半期（2008年9月29日 - 2009年3月28日放送）の朝の連続テレビ小説『だんだん』の主題歌として書き下ろされた曲。同ドラマは顔もそっくりで誕生日も同じである二人の女性の成長を描くとともに、人と人との出会いと縁がテーマの一つとなっているが、本楽曲も ″人と人とを結ぶ見えない縁の糸″ がテーマとなっている。竹内は縁結びの神様のお膝元である ″八雲立つ出雲″ で生まれ育ったため、常々″ご縁″というものをテーマにした歌を書きたいと思っていたという。
「最後のタンゴ」は、NHKラジオ第1などで毎晩放送されている『ラジオ深夜便』の「深夜便の歌」として書き下ろされ、2008年7月から9月まで使用されていた曲である。竹内がタンゴの楽曲に挑戦するのは初めてのことであり、自分の作曲したものに第三者の歌詞を乗せて歌うことも初めてである。作詞に伊集院静を、アレンジャーには服部克久を迎えている。なお、伊集院が普段作詞をする際は ″伊達 歩″ 名義を使用することがほとんどであるが、この曲では珍しく″伊集院静″名義で作詞している。
「アップル・パップル・プリンセス」は『みんなのうた』で放送された曲で、1981年12月 - 1982年1月に初登場して以来、何度か同番組で再放送される一方、後発のシングル・アルバムともに未収録となっており、シングルが廃盤となってからは『みんなのうた』関連のオムニバス盤（アナログレコード・CD・カセットテープ）にも原盤貸与が行われず、複数の他の歌手によるカバーバージョンのみが発売されていたため、竹内のオリジナルバージョンがCD化されるのは今作が初めてとなった。CD化にあたりリマスタリングが行われている。この曲のアルバム収録に関しては、時系列的に適合するアルバム『PORTRAIT』の40周年記念盤のボーナストラックとしてではなく、その直後に発売されたベスト・アルバム『Turntable』で初収録となった。2023年現在「アップル・パップル・プリンセス」は竹内の作品では今作と『Turntable』に、『みんなのうた』関連では『NHK みんなのうた 50 アニバーサリー・ベスト ～大きな古時計～』『NHKみんなのうた60 アニバーサリー・ベスト 〜YELL〜』などソニー・ミュージック発売のオムニバスアルバムに収録されている。

## 収録曲
1. 縁の糸（4:35）
作詞・作曲：竹内まりや／編曲：山下達郎
  - NHK2008年度下半期連続テレビ小説『だんだん』主題歌。
  - テレビサイズバージョンは、月曜のみのロングバージョンと火曜から土曜までの通常バージョンがあり、どちらも山下のラジオ番組『山下達郎のサンデー・ソングブック』でオンエアーされた。
2. 最後のタンゴ（3:41）
作詞：伊集院静／作曲：竹内まりや／編曲：服部克久
  - NHKラジオ『ラジオ深夜便』深夜便のうた（2008年7月～9月）。
3. アップル・パップル・プリンセス（'08 New Remaster）<30th Anniversary Service Track>（2:29）
作詞：柴田陽平／作曲：加瀬邦彦／編曲：大村憲司
  - NHK『みんなのうた』放送曲（放送期間は1981年12月 - 1982年1月）。
  - ※この曲のみBMG JAPAN（RCAレコード）からの提供音源。
  - 歌詞カードに竹内自身の解説が掲載されている。この中でバックコーラスが竹内・大貫妙子・EPOの3人である事が公表された。
4. 縁の糸（オリジナル・カラオケ）（4:35）
5. 最後のタンゴ（オリジナル・カラオケ）（3:38）

## 収録シングル・アルバム
1. 『NATALIE/アップル・パップル・プリンセス』（3.）
2. 『TRAD』 (1.)
3. 『Turntable』 (3.)

## 参考資料
- 『TRAD』（ライナーノーツ）竹内まりや、MOON RECORDS/ワーナーミュージック・ジャパン、2014年9月。WPCL 11959。